# Ciudad Nicolás Romero
Ciudad Nicolás Romero o Azcapotzaltongo (en náhuatl, Azcapotzaltonco) es una población mexicana y cabecera del municipio de Nicolás Romero, está ubicada en el centro del Estado de México, al norte de la Ciudad de México y al sur del municipio.

## Toponimia
El antiguo nombre de Ciudad Nicolás Romero, es Azcapotzaltongo, topónimo de origen náhuatl en donde se fundó la actual población.